# Teresa Fernández de Traba
Teresa Fernández de Traba († 6. února 1180, León) byla leónská královna v letech 1178 až 1180 za vlády Ferdinanda II. Leónského.

## Rodina
Teresa byla nemanželskou dcerou portugalské hraběnky Terezy a Fernanda Péreze de Traba, pána z Trastámary. 
Již v roce 1152 byla provdána za hraběte Nuña Péreze de Lara. V tomto roce oba postoupili Castronuño jeho obyvatelům a stanovili jeho hranice. Určitá práva na vesnici si ponechali i poté, co ji král Alfons VII. Leónský a Kastilský daroval v roce 1156 nebo 1157 johanitům. Dne 29. ledna 1160 Teresa a Nuño založili cisterciácký klášter Santa María v Perales a darovali Ozendě, první abatyši, všechny své majetky v Perales a Zoritě. V roce 1174 darovali biskupovi z Burgosu vesnici Barchilona výměnou za všechna práva a majetek nemocnice v Puente de Fitero, kterou založili a darovali johanitům. 
Po smrti Nuña v roce 1177 se dostala na leónský dvůr a tam se před 7. říjnem 1178 provdala za krále Ferdinanda II. Leónského (1137–1188). Díky tomuto sňatku žily její děti u dvora a chlubily se tím, že jsou potomky leónské královny, jak dokládá listina, kde si její syn Álvaro, činící dar klášteru Sobrado, říká filius comitis domni Nunonis et regine domne Tarasie.

## Smrt a pohřeb

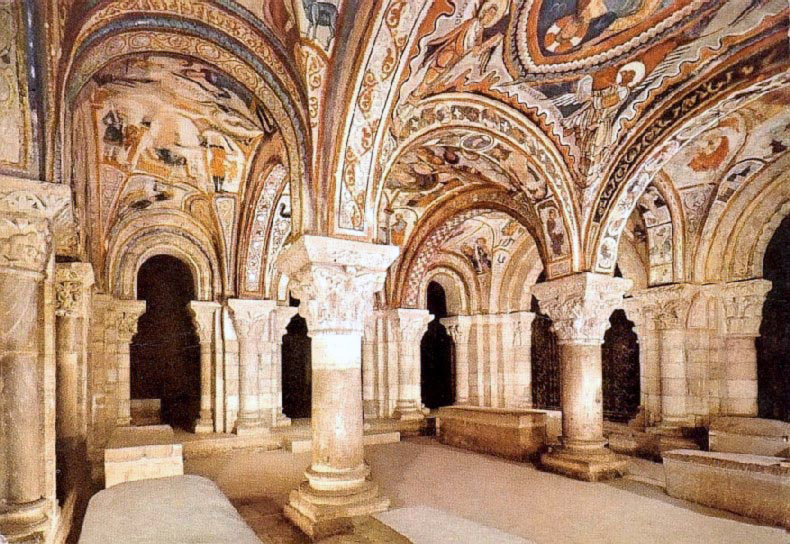
Královský Pantheon

Zemřela na následky porodu dva roky po svatbě, 6. února 1180, a byla pohřbena v královském Pantheonu v bazilice San Isidoro v Leónu. Její ostatky byly uloženy v kamenné rakvi, na jejímž víku byla její podobizna v šatech s úzkými manžetami a výstřihem posetými drahokamy. Její vlasy byly rozpuštěné, na čele měla královskou korunu a na její hrobce byl vytesán následující latinský nápis:
LARGA MANUS MISERIS, ET DIGNIS DIGNA REPENDENS CONSTANS, ET PRUDENS PIETATIS MUNERE SPLENDENS, HIC REGINA JACET CONJUX TARESIA REGIS FERNANDI SUMMI SIBI DENTUR GAUDIA REGIS. ERA MCCXVIII. ET QTT. VII. ID. FEBRUARII.

## Potomstvo
Měla děti s oběma manžely. S Nuñou Pérezem de Lara měla:
1. Fernando, oženil se s hraběnkou Mayor González Salvadórez a měl s ní potomky. Mayor založila Ermita de la Virgen de la Esperina.
2. Álvaro († 1218), oženil se s Urracou Díaz de Haro, bez potomků. Jakmile Urraca ovdověla, stala se jeptiškou a byla abatyší v klášteře v Cañas. Álvaro měl několik dětí se svou milenkou Teresou Gil de Osorno.[1]
3. Gonzalo († 1225), oženil se nejprve s Jimenou Meléndez, bez potomků. Poté se oženil s Marií Díaz de Haro, dcerou Diega Lópeze II. de Haro, s níž měl Leonor, Nuña, Teresu, Diega a Fernanda Gonzáleze de Lara.[1] Po Gonzalově smrti se María stala jeptiškou a vystřídala svou tetu Mencíu López de Haro jako abatyši v klášteře San Andrés de Arroyo.
4. Sancha, manželka provensálského hraběte Sancha.[1]
5. María, abatyše z Perales.[1]
6. Elvíra, hraběnka, kolem roku 1176 se provdala za hraběte z Urgellu Ermengola VIII. Pár měl silné neshody, ale v roce 1203 si slíbili, že se k sobě budou chovat s láskou a nebudou tomu druhému ubližovat. Po smrti hraběte se Elvíra provdala za Guilléna de Cervera.[3]

S Ferdinandem II. Leónským měla dva syny:
1. Infant Ferdinand Leónský (1179–1187)
2. Infant Sancho Leónský (1180)